# Radovan Zogović
Radovan Zogović (Mašnica, 19 agosto 1907 – Belgrado, 5 gennaio 1986) è stato un poeta e politico montenegrino e successivamente jugoslavo.

## Biografia
Traduttore in serbo-croato dal russo, bulgaro, turco e macedone di autori quali Vladimir Vladimirovič Majakovskij, la Anna Andreevna Achmatova e Nazım Hikmet, già all'epoca della monarchia jugoslava prebellica (quando lavora come insegnante superiore e critico letterario) subisce la censura da parte del regime.  Membro del partito comunista, non può infatti pubblicare la sua prima raccolta di poesie Glineni golubovi (Piccioni d'argilla).
Nel 1941 si unisce ai partigiani comunisti jugoslavi e dopo la seconda guerra mondiale, diventa per alcuni anni una delle più importanti figure nella politica (come direttore della propaganda del Partito Comunista di Jugoslavia - KPJ) e nella cultura jugoslave, grazie non solo alle sue poesie e alle traduzioni, ma anche ad articoli di critica e a studi di storia della letteratura (Na poprištu, Sulla scena", 1948).
Nonostante il suo ruolo di intellettuale, nel 1948 viene espulso dal KPJ e messo agli arresti domiciliari, poiché accusato di essere stalinista e di appoggiare il nazionalismo montenegrino.
Viene semiriabilitato solo alla fine degli anni sessanta, e in quel periodo vengono pubblicati i suoi lavori migliori: Žilama za kamen (Con le vene per la pietra), Artikulisana riječ (Discorso articolato), Lično, sasvim lično (Personale, assolutamente personale) e Knjažeska kancelarija (La cancelleria del principe). La sua poesia, inizialmente socialmente impegnata, critica e polemica verso la realtà sociale, diventa col tempo più nostalgica, con paesaggi e riflessioni sulla giovinezza, il passaggio del tempo e il destino.
Tra i suoi più cari amici vi sono la poeta serba Desanka Maksimović e il romanziere montenegrino Mihailo Lalić. Zogović è anche membro dell'Accademia Montenegrina delle Scienze e delle Arti. Muore di cancro nel 1986, a Belgrado. Sua moglie Vera (morta nel 2003) era una traduttrice dal russo, e la figlia Mirka dall'italiano.

## Opere
- Glineni golubovi (Piccioni d'argilla, 1937)
- Prkosne strofe (Versi di sfida, 1947)
- Na poprištu (Sulla scena, saggio, 1948).
- Žilama za kamen (Con le vene per la pietra)
- Artikulisana riječ (Discorso articolato, 1965)
- Pejsaži i nešto se dešava (Paesaggio e qualcosa succede, romanzo, 1968)
- Lično, sasvim lično (Personale, assolutamente personale)
- Noć i pola vijeka (Una notte e mezzo secolo, 1978)
- Knjažeska kancelarija (La cancelleria del principe).